# 1990 год в Азербайджане

## Январь
- 12 января — Создание партией Народный фронт Азербайджана Совета национальной обороны
- 17 января — Митинг перед зданием ЦК Коммунистической партии Азербайджана (Баку)
- 19 января
  - Постановление Верховного Совета Нахичеванской АССР о выходе из состава СССР
  - Указ Президиума Верховного Совета СССР «О введении чрезвычайного положения в г. Баку»
  - Выведен из строя энергоблок Азербайджанского телевидения
- 20 января — Чёрный январь
- 21 января — Посещение Г. Алиевым постоянного представительства Азербайджана в Москве
- 22 января — Траурный митинг на площади Свободы (Баку)
- 24 января — Назначение А. Муталлибова первым секретарём ЦК Коммунистической партии Азербайджанской ССР

## Май
- 19 мая
  - Учреждение поста президента
  - Избрание А. Муталлибова президентом Азербайджана
- 21 мая — Указ об объявлении 28 мая днём восстановления азербайджанской государственности
- 25 мая — Восстановлен Шушинский государственный музыкально-драматический театр
- Основано информационное агентство Туран

## Июнь
- 11 июня — Объявление Верховным Советом Азербайджанской ССР по всему периметру границ с Армянской ССР чрезвычайного положения

## Август
- 27 августа — Восстановлена Гянджинская государственная филармония им. Фикрета Амирова

## Сентябрь
- 30 сентября — I тур парламентских выборов

## Октябрь
- 3 октября — Создан Гюлистанский историко-культурный заповедник
- 14 октября — II тур парламентских выборов

## Ноябрь
- 17 ноября
  - Нахичеванская Автономная Советская Социалистическая Республика преобразована в Нахичеванскую Автономную Республику
  - Флаг АДР принят как государственный флаг Нахичеванской республики

## Без точных дат
- Открыт Спортивно-концертный комплекс имени Гейдара Алиева
- Создана газета «Зеркало»[азерб.]
- Создана Ассоциация банков Азербайджана[азерб.]

## В культуре
- 2-й Международный фестиваль современной музыки имени Кара Караева

## В спорте
- Основан футбольный клуб Автомобилист

## Родились
- 15 октября — Нигяр Рамазанова, актриса

## Умерли
- 20 января — Ульви Буниатзаде[азерб.], поэт
- 3 февраля — Гамлет Ханызаде, актёр
- 22 февраля — Константин Мякишев, актёр
- 25 марта — Наджафкули, художник
- 11 мая — Константин Адамов[азерб.], актёр
- 3 июля — Осман Сарывелли, поэт
- 24 августа — Акбер Джафаров[азерб.], ашуг
- 7 сентября — Фарадж Фараджев[азерб.], архитектор
- 14 сентября — Акбер Мефтун[азерб.], поэт
- 12 октября — Микаил Азафлы, ашуг
- 7 ноября — Али-Саттар Атакишиев, режиссёр
- 18 ноября — Афрасияб Мамедов[азерб.], актёр
- 22 ноября — Нарындж Меликова, актриса
- 19 декабря — Энвер Мамедханлы, писатель
- 27 декабря — Абульфат Алиев, ханенде